# Uma-Maheshwara

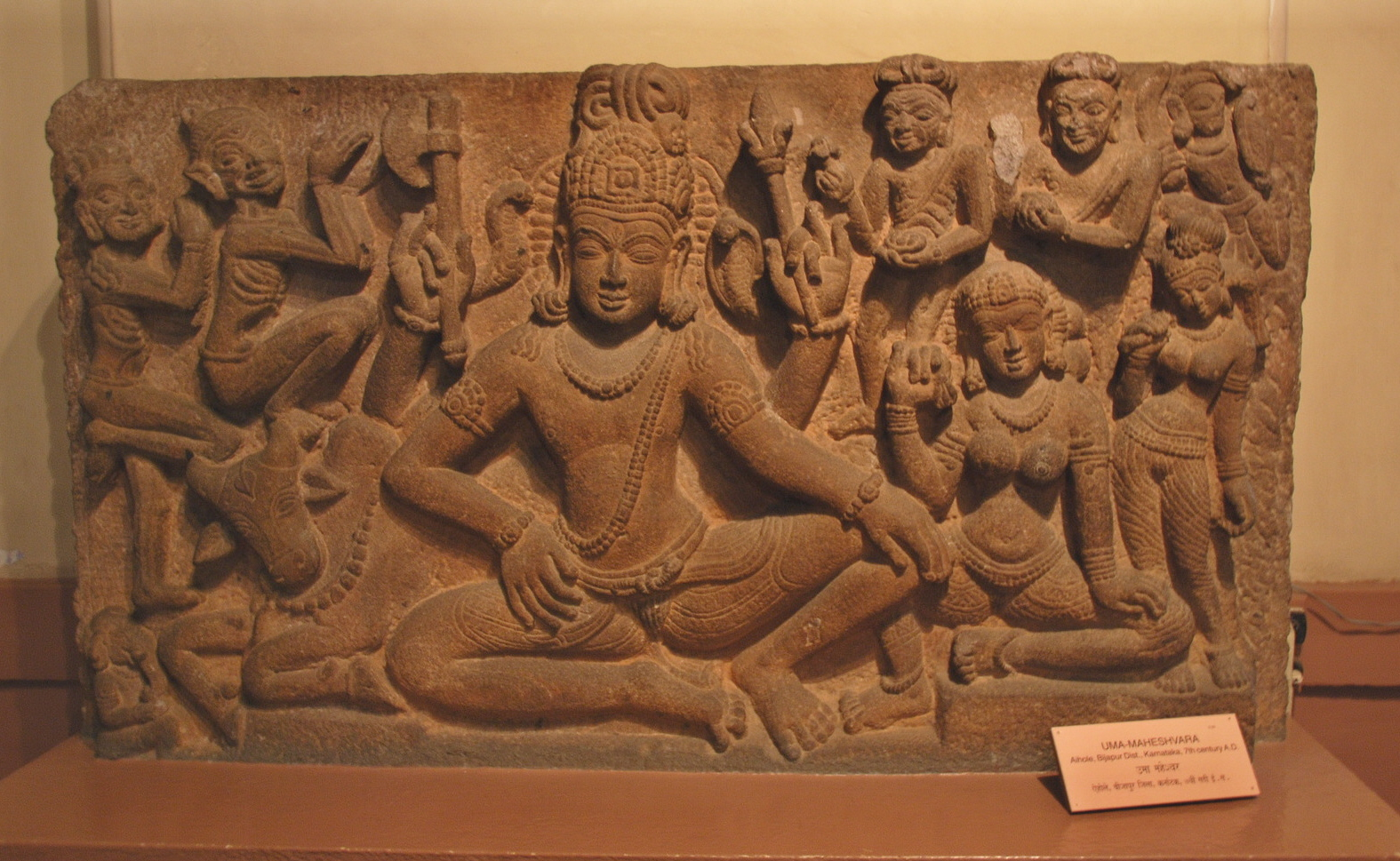
Uma-Maheshvara-Darstellung aus Aihole, Mittelindien (7./8. Jh.)

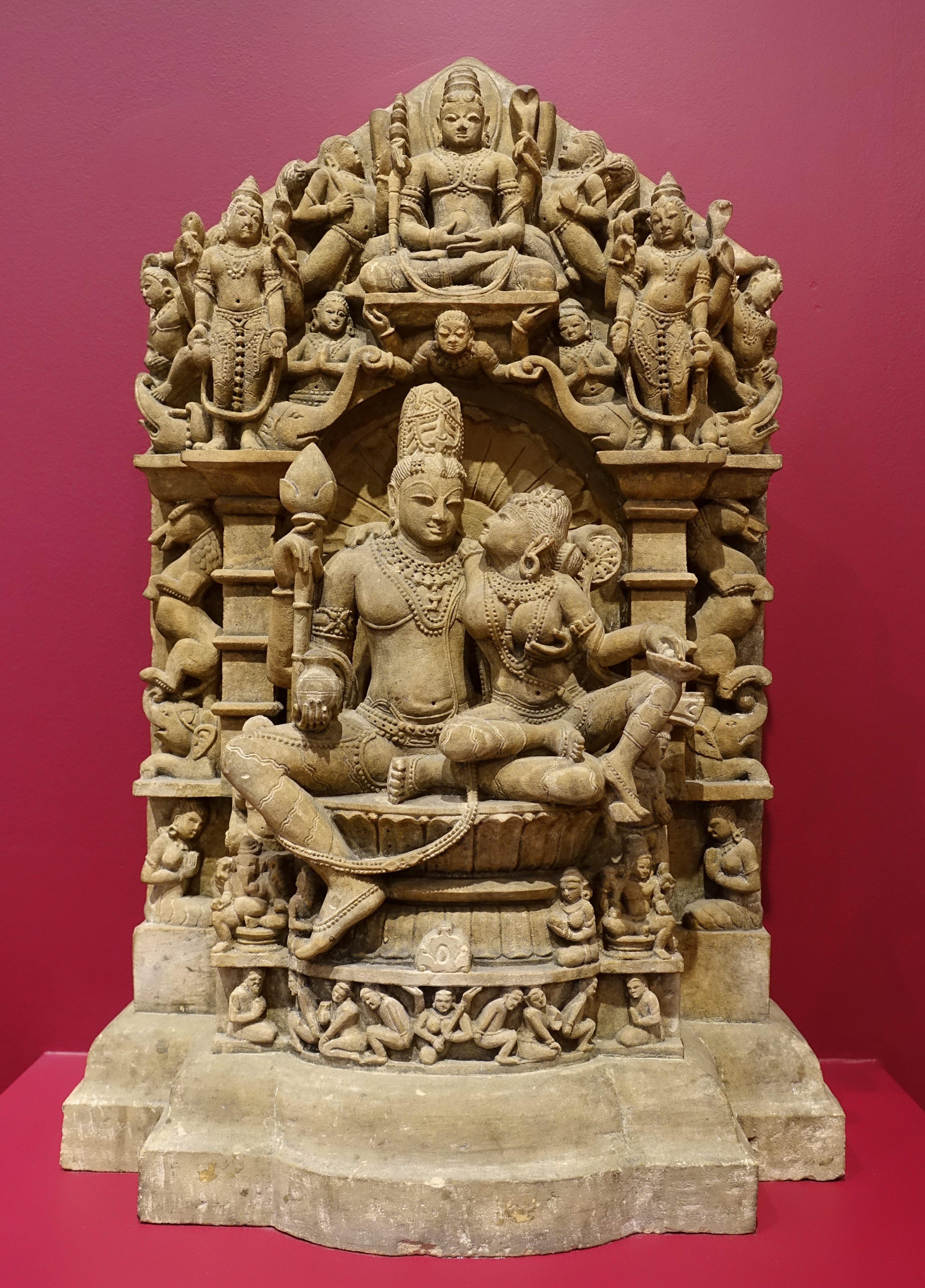
Uma-Maheshvara-Darstellung aus Nordindien (12. Jh.)

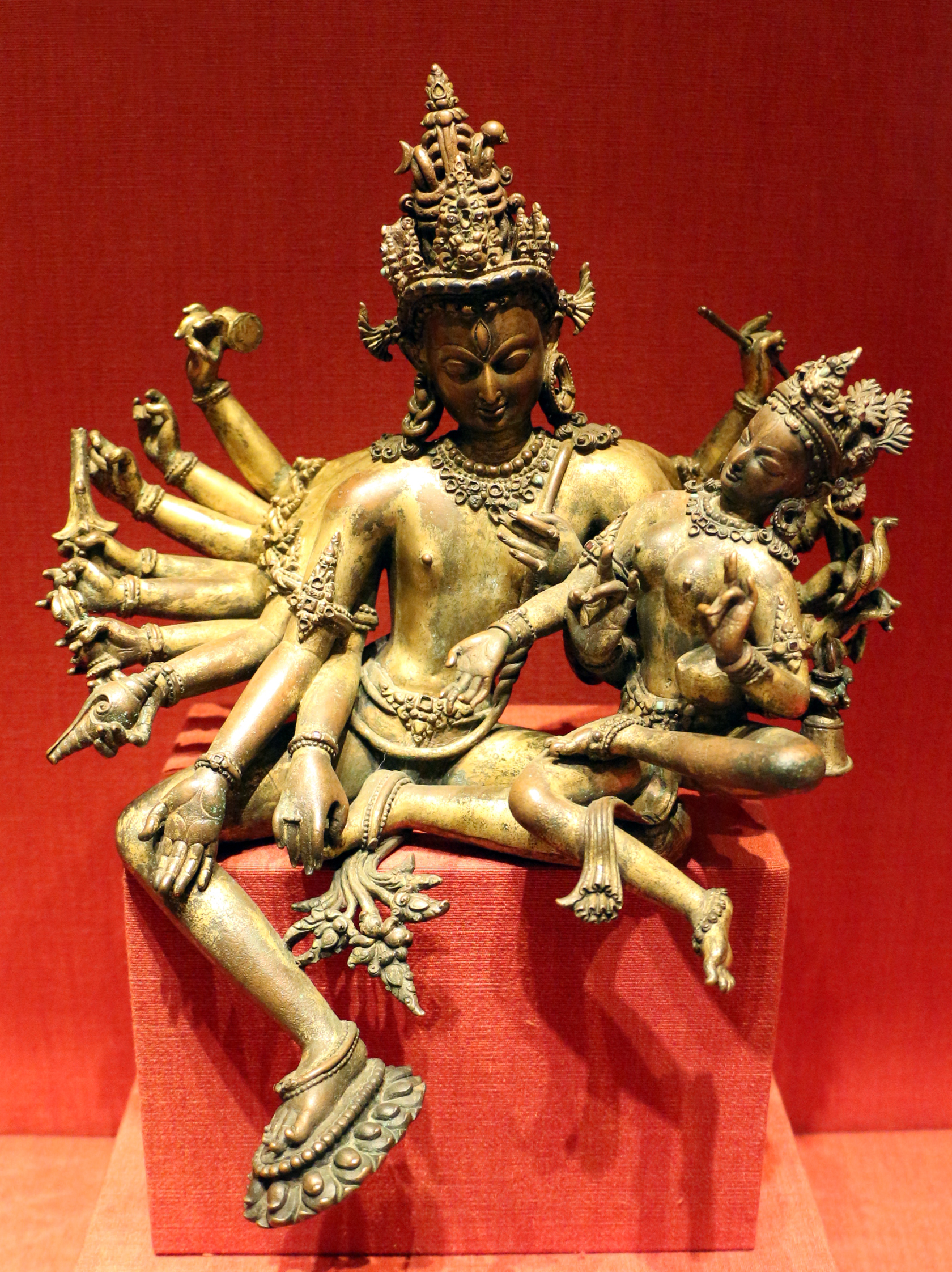
Vom Tantrismus beeinflusste Uma-Maheshvara-Bronze aus Nepal
(14. Jh.)

Der Sanskrit-Begriff Uma-Maheshwara oder Uma-Maheshvara (Sanskrit: उमा umā = „Glanz“, „Licht“; महेश्वर maheśvara = „großer Herr“) bezeichnet eine in Nordindien und Nepal äußerst populäre Konstellation des Hindu-Gottes Shiva und seiner Gemahlin Uma/Parvati.

## Darstellung
In der Regel sitzen der meist vierarmig dargestellte Shiva und seine zweiarmige Gemahlin Uma/Parvati mit je einem angewinkelten Bein in zärtlicher Umarmung auf einem Thronsitz, unterhalb dessen manchmal eine Felslandschaft (Berg Kailash) und/oder ein Nandi-Bulle dargestellt sind. Shiva ist oft durch seine Attribute Dreizack (trishula), Sanduhrtrommel (damaru) oder Gazelle (hirana) gekennzeichnet; die stets etwas kleinere Parvati hält zuweilen einen Spiegel in ihrer linken Hand, wohingegen die rechte häufig ihren „Göttergatten“ umarmt oder auf dessen Knie ruht.
In der umgebenden Szenerie finden sich oft himmlische Dienerinnen (apsaras) mit Fliegenwedeln (chamaras) oder die Flussgöttinnen Ganga und Yamuna; auch kleine dickbäuchige musizierende und tanzende Zwerge (ganas) oder asketische Anhänger Shivas können hier erscheinen.
In einigen Darstellungen wird das Götterpaar ergänzt durch ihren gemeinsamen Sohn, den elefantenköpfigen Ganesha.

## Bedeutung
Insgesamt stellt der Bildtypus von Uma-Maheshvara ein ideales und somit vorbildhaftes Ehepaar dar; zusammen mit Ganesha bilden die drei die „Heilige Familie“ des Hinduismus.